# Hadronema simplex
Hadronema simplex är en insektsart som beskrevs av Knight 1928. Hadronema simplex ingår i släktet Hadronema och familjen ängsskinnbaggar. Inga underarter finns listade i Catalogue of Life.